# 1974 XW
1974 XW är en asteroid i huvudbältet som upptäcktes den 14 december 1974 av Purple Mountain-observatoriet i Nanjing, Kina.
Asteroiden har en diameter på ungefär 9 kilometer.